# Isländische Fußballmeisterschaft der Frauen 1976
Die Isländische Fußballmeisterschaft der Frauen 1976 (isländisch 1. deild kvenna) war die fünfte Austragung der höchsten isländischen Spielklasse im Frauenfußball. Sie startete am 23. Mai 1976 und endete am 25. Juli 1976. Fünf Mannschaften trafen im Doppelrundenturnier aufeinander. Der Titelverteidiger FH Hafnarfjörður gewann zum vierten Mal die isländische Meisterschaft.

## Meisterschaft
Tabelle
| Pl. | Verein               | Sp. | S | U | N | Tore    | Diff. | Punkte |
| --- | -------------------- | --- | - | - | - | ------- | ----- | ------ |
| 1.  | FH Hafnarfjörður     | 8   | 7 | 1 | 0 | 041:100 | +40   | 15:10  |
| 2.  | Breiðablik Kópavogur | 8   | 6 | 1 | 1 | 020:200 | +18   | 13:30  |
| 3.  | Fram Reykjavík       | 8   | 3 | 0 | 5 | 013:160 | −3    | 06:10  |
| 4.  | Víðir Reykjavík      | 8   | 3 | 0 | 5 | 012:210 | −9    | 06:10  |
| 5.  | UMF Stjarnan         | 8   | 0 | 0 | 8 | 001:470 | −46   | 0:16   |

Kreuztabelle 
|                      | FH Hafnarfjörður | Breiðablik Kópavogur | Fram Reykjavík | Víðir Reykjavík | UMF Stjarnan |
| FH Hafnarfjörður     |                  | 1:0                  | 2:0            | 5:1             | 19:0         |
| Breiðablik Kópavogur | 0:0              |                      | 2:1            | 5:0             | 3:0          |
| Fram Reykjavík       | 0:3              | 0:5                  |                | 3:0             | 3:0          |
| Víðir Reykjavík      | 0:2              | 0:2                  | 4:3            |                 | 4:0          |
| UMF Stjarnan         | 0:9              | 0:3                  | 0:3            | 1:3             |              |

Mit dem 19:0-Sieg gegen UMF Stjarnan überbot FH Hafnarfjörður den bisherigen Rekordsieg aus dem Jahr 1973, als Ármann Reykjavík die Mannschaft Stjarnans mit 17:0 besiegte.